# James Emmanuel Kwegyir Aggrey-Orleans
James Emmanuel Kwegyir Aggrey-Orleans es un diplomático ghanés retirado.
- Su familia era de Anomabu 12 millas de Cape Coast la cuna de la élite de Ghana. Un hermano uterino de su abuela paterna era James Emman Kwegyir Aggrey de en:Achimota.
- En 1963  entró al servicio de la exterior.
- De 1966 a 1970 fue primer Secretario de Misión Permanente ante la Sede de la Organización de las Naciones Unidas en Nueva York.
- De 1970 a 1974 fue director del departamento Organización de las Naciones Unidas y organizaciones internacionales en el en:Minister for Foreign Affairs (Ghana).
- De 1975 a enero de 1979 fue Jefe de Protocolo del Ministerio de Asuntos Exteriores.
- De enero a junio de 1979 absolvó un curso de formación como secretario en el Parlamento del Reino Unido, el Parlamento de Canadá y el Congreso de los Estados Unidos.
- De octubre de 1997 a marzo de 2001 fue Alto Comisionado en Londres.[1]